# Любленица
Любленица (серб. Љубљеница / Ljubljenica) — село в общине Берковичи Республики Сербской Боснии и Герцеговины. Население составляет 28 человек по переписи 2013 года.